# دریاچه مورین
دریاچه مورین (انگلیسی: Moraine Lake) یک دریاچه در پارک ملی بنف، در ایالت آلبرتا، کانادا است.
این دریاچه که در ۱۴ کیلومتری لیک لوئیس، آلبرتا قرار دارد دارای ۵۰ هکتار وسعت می‌باشد و در ارتفاع ۱۸۸۵ متری از سطح دریا واقع شده است.

## نگارخانه

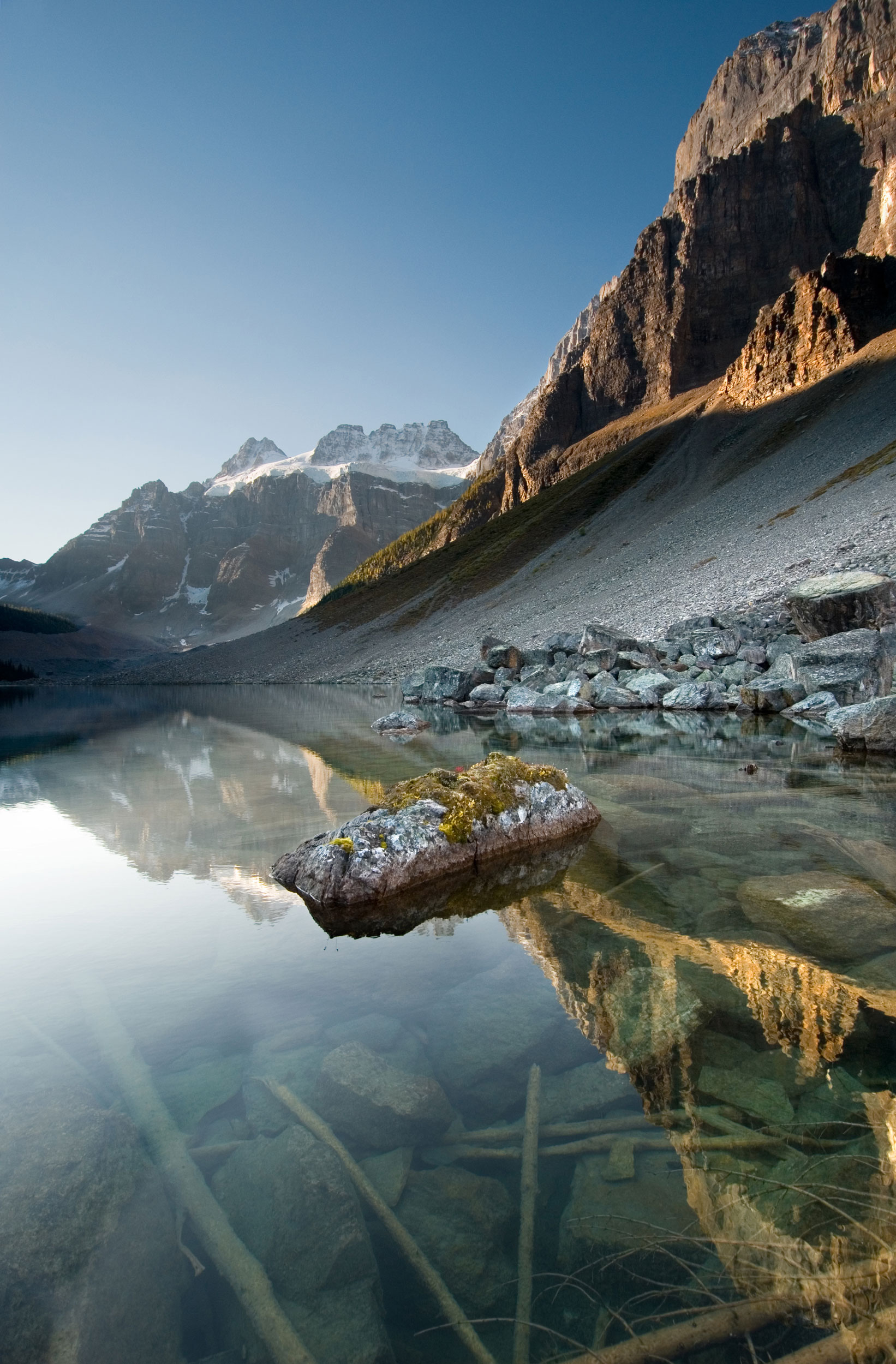
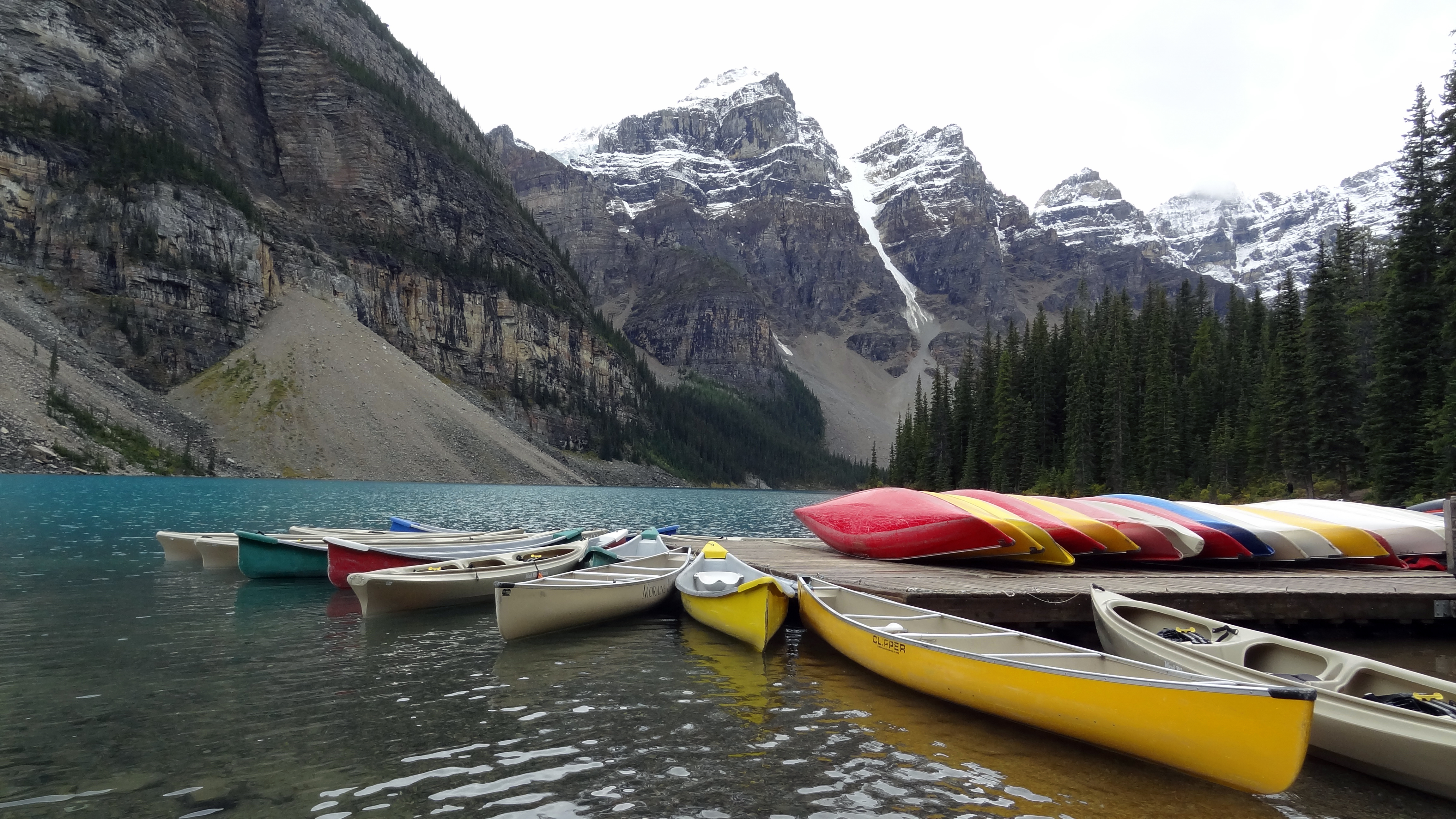
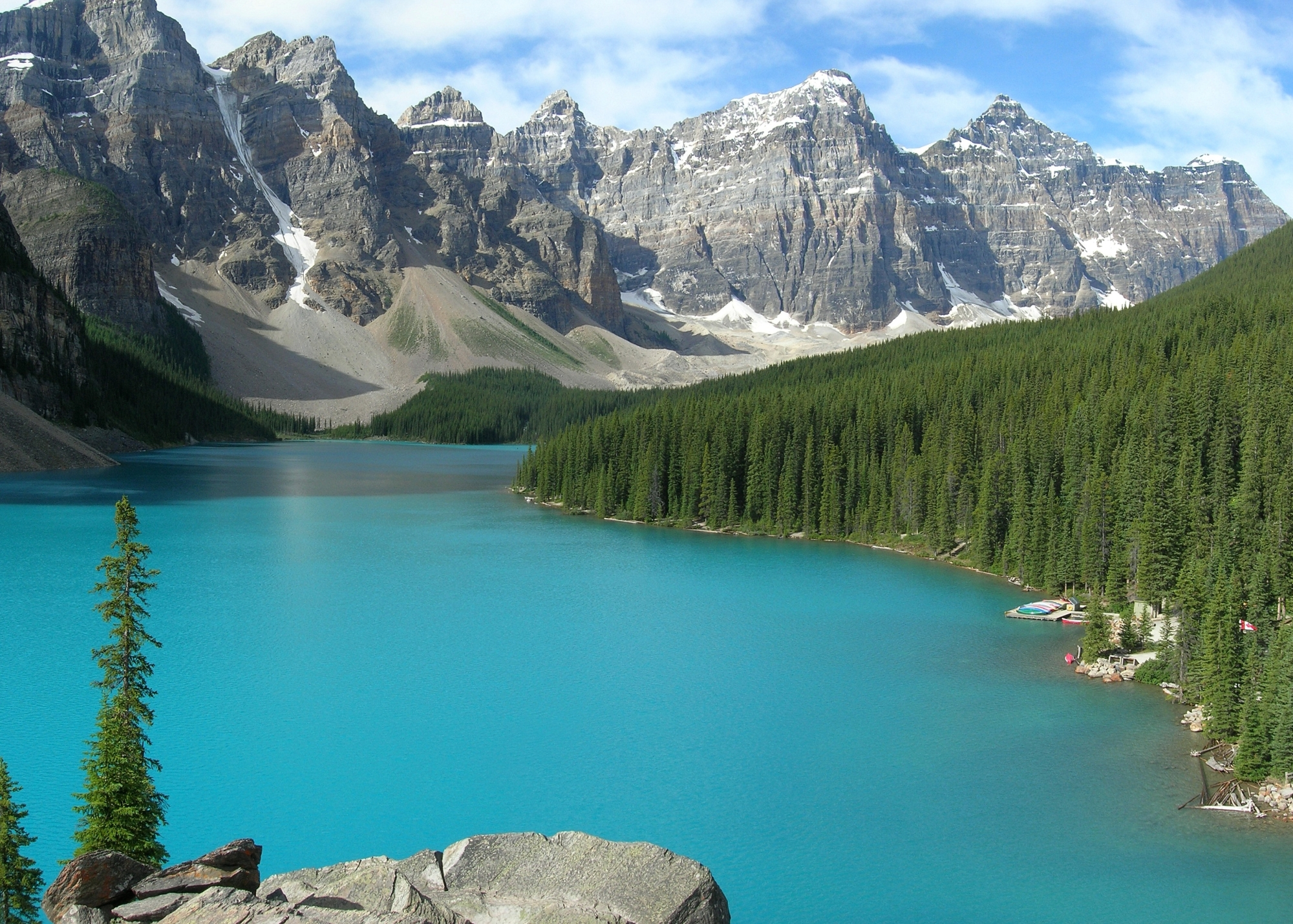